# Éxodo judío de países musulmanes

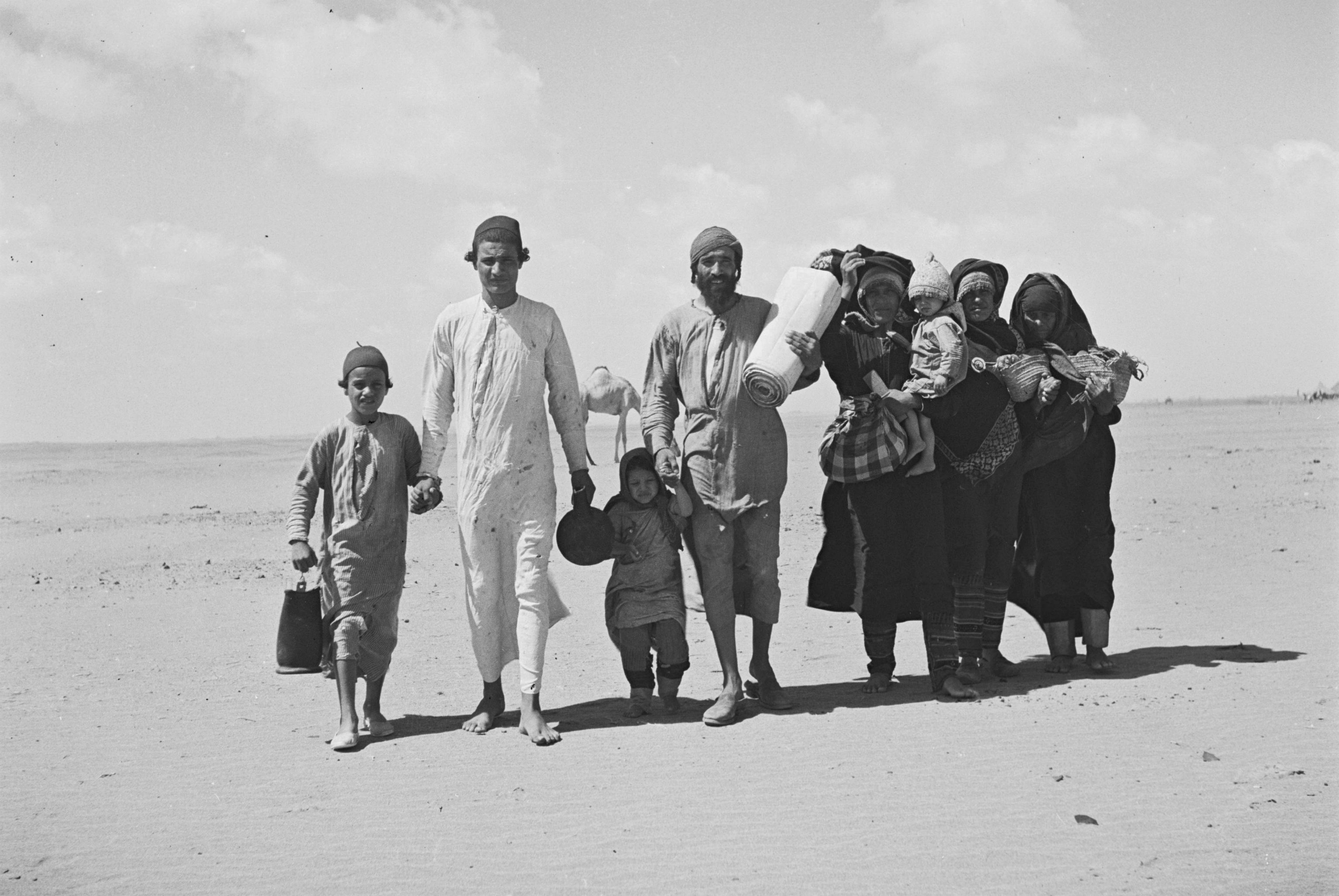
Familia judía sale de Adén en 1949, provenientes de Yemen y con destino a Israel.

El éxodo judío de países musulmanes se refiere a las emigraciones masivas o expulsiones de judíos, sobre todo sefardíes y mizrajíes, procedentes de países árabes y musulmanes, y que tuvieron lugar en los años posteriores a la guerra árabe-israelí de 1948. El fenómeno tuvo características diferentes según los países, aunque en general redujo muchas de las comunidades judías hasta su práctica desaparición. En muchos de dichos países se puede rastrear la presencia de estas comunidades hasta épocas previas a la islamización o arabización de esas tierras. En algunos casos la emigración se debió a pogromos y otras expresiones de antisemitismo, mientras que otros obedecieron a un proceso de emigración mucho más largo y causado por una multiplicidad de factores, entre los cuales siguen estando los ecos del conflicto árabe-israelí, a los que se añaden económicos, culturales y otros. Típicamente, la emigración fue la etapa final de la previa discriminación, hostigamiento, persecución e incautación de bienes llevada a cabo por la población árabe o bien por las propias autoridades gubernamentales árabes. Aproximadamente dos tercios de los judíos afectados emigraron a Israel; otros destinos habituales fueron Estados Unidos, Canadá y Francia.

## Razones de la emigración
La discriminación, la violencia, el hostigamiento, la persecución y la confiscación de bienes a los ciudadanos judíos en los países árabes fue una constante. En respuesta, la emigración judía a Israel se intensificó. La gran mayoría de los judíos de los países árabes ya han emigrado, preferentemente a Israel.
Anteriormente esporádica, la emigración judía de los países árabes se fue acelerando a raíz de la creación del Estado de Israel en 1948. El proceso aumentó a medida que las naciones árabes se independizaron de las metrópolis francesa, británica e italiana. Además, el sentimiento antisemita en la mayoría de los Estados árabes se vio agravado por la guerra árabe-israelí de 1948. Después de la Guerra de los Seis Días en 1967 sólo quedaron restos de las comunidades judías. En un amplio porcentaje se produjo la confiscación previa de todos sus bienes, en muchos casos la emigración no fue optativa, sino que fueron expulsados. En consecuencia, la comunidad judía en los países árabes se redujo de más de 800.000 en 1948 a aproximadamente 16.000 en 1991.

## Historia de los judíos en el mundo árabe
El asentamiento judío en todo el Creciente Fértil, que actualmente está dividido en varios Estados árabes, está bien documentado desde el primer milenio. Después de la conquista de estas tierras por los árabes musulmanes, a los judíos, junto con los cristianos y los zoroastrianos se les otorgaba el estatuto jurídico de dhimmi, que en árabe significa pacto u oblación. Este fue un concepto del antiguo Derecho islámico (Sharia), de acuerdo con el cual los judíos y los cristianos (y en ocasiones los miembros de otras religiones consideradas monoteístas, como los zoroastrianos), llamados genéricamente "pueblos del Libro", vivían bajo la «protección» del sultán o gobernante musulmán, con derechos y deberes «diferenciados». Lo típico era que la "gente de la dhimma" estaba exenta del servicio militar y del impuesto religioso, llamado azaque, pero en su lugar debía pagar un impuesto per cápita denominado yizia (جزية), y un impuesto sobre la tierra (jaraj), además de acatar la autoridad del sultán; asimismo tenía derecho a practicar su fe (aunque con severas limitaciones) y a tener sus propios jueces en cuestiones civiles, tales como matrimonios, divorcios, sucesiones, etc. En la práctica, el tratado era inseguro e inestable y condenaba a una enorme precariedad a los no musulmanes, ya que el pacto podía suspenderse en cualquier momento, o imponerse nuevos impuestos de forma arbitraria, o secuestrar a los jefes espirituales y pedir rescate por ellos, o practicar el Devşirme o «impuesto de sangre» (el reclutamiento y conversión forzosa de niños para enseñarles a combatir), que los sultanes otomanos practicaron durante tres siglos contra los cristianos y que suponía una violación de la "dhimmah".
Asesinatos en masa de judíos y muertes debidas a la inestabilidad política, sin embargo, se produjeron en el norte de África a través de los siglos, y especialmente en Marruecos, Libia y Argelia, donde los judíos se vieron obligados finalmente a vivir en guetos. Los decretos que ordenaban destruir sinagogas se promulgaron en diversas ocasiones en la Edad Media en Egipto, Siria, Irak y Yemen. Existen casos de judíos que se vieron obligados a convertirse al Islam o fueron matados en Yemen, Marruecos y Bagdad.
La situación, en la que los judíos disfrutaban a veces de prosperidad tanto cultural como económica, pero que posteriormente fueron muy perseguidos en otros momentos, ha sido resumida por G.E. von Grunebaum de la siguiente manera:
No sería difícil reunir los nombres de un número muy importante de judíos súbditos o ciudadanos del mundo islámico que hayan alcanzado algún alto rango, poder, gran influencia financiera y hayan sido reconocidos por sus importantes logros intelectuales; y lo mismo podría hacerse con los de cristianos. Pero tampoco sería difícil compilar una lista muy larga de persecuciones, confiscaciones arbitrarias, intentos de conversiones forzadas o pogromos.
En 1945, hubo entre 758.000 y 881.000 judíos (véase el cuadro adjunto) que vivían en comunidades de todo el mundo árabe. Hoy en día, hay menos de 5.000. En algunos países árabes, como Libia (que tuvo una vez un 3% de judíos), la comunidad judía ya no existe, en otros sólo unos pocos cientos o decenas de judíos continúan viviendo en ellos.
| País o territorio | Población judía (1948) | % de judíos sobre población total (1948) | Emigrados a Israel            | Población judía estimada actual |
| ----------------- | ---------------------- | ---------------------------------------- | ----------------------------- | ------------------------------- |
| Adén              | 8.000                  |                                          | Véase Yemen                   | 0 (2016)                        |
| Argelia           | 140.000                | 1,6%                                     | 24.000                        | 200 (2020)                      |
| Baréin            | 550-600                | 0,5%                                     | N/A                           | 37 (2016)                       |
| Egipto            | 75.000-80.000          | 0,4%                                     | 37.000                        | 3 (2021)                        |
| Irak              | 135.000-140.000        | 2.6%                                     | 130.000                       | 4 (2021)                        |
| Líbano            | 5.000-20.000           | 0,4-1,5%                                 | 4.000                         | 29 (2021)                       |
| Libia             | 35.000-38,000          | 3,6%                                     | 35.800                        | 0 (2016)                        |
| Marruecos         | 250.000-265,000        | 2,8%                                     | 266.300                       | ~2.100 (2019)                   |
| Siria             | 15.000-30,000          | 0.4-0.9%                                 | 8.500                         | 0 (2021)                        |
| Túnez             | 50.000-105,000         | 1,4-3,0%                                 | 52.000                        | ~1.000 (2019)                   |
| Yemen             | 45.000-55,000          | 1,0%                                     | 50.600 (Yemen y Adén sumados) | 6 (2021)                        |
| Sudán             | 350                    |                                          |                               | 0 (2016)                        |
| Total             | 758.000-881.000        |                                          | 608.200                       | ~3.379                          |

| País o territorio | Población judía (1948) | Población judía estimada actual |
| ----------------- | ---------------------- | ------------------------------- |
| Afganistán        | 5.000                  | 0 (2021)                        |
| Irán              | 140.000-150.000        | ~8.500 (2021)                   |
| Pakistán          | 2.000                  | 200 (2021)                      |
| Turquía           | 80.000                 | ~15.000 (2021)                  |
| Bangladés         | Desconocido            | 4 (2018)                        |
| Total             | 227.000-237.000        | 23.704                          |

## Judíos que huyeron de los países árabes
Después de la guerra entre árabes e israelíes en 1948, del éxodo de aproximadamente 711.000 (estimación de la ONU) refugiados árabes, la creación del Estado de Israel y de la independencia de los países árabes del control europeo, se deterioraron las condiciones de vida de los judíos en los países del mundo árabe. En las siguientes décadas, la mayoría de los judíos tendría que abandonar el mundo árabe. Su partida y sus motivaciones se describen a continuación país por país.
Poco después de la declaración de la creación de Israel en 1948, más de 45.000 judíos emigraron de los países árabes hacia Tierra Santa. Aunque algunos de ellos emigraron por la influencia del sionismo, que proclamaba el derecho del pueblo judío a volver a su patria, la mayoría llegó a Israel como resultado de la persecución en los países árabes.
La resolución de las Naciones Unidas sobre la partición del Mandato Británico de Palestina en noviembre de 1947 y la declaración del Estado de Israel en mayo de 1948 dieron lugar a acciones contra los judíos en los países árabes. Al mismo tiempo, varios países árabes comenzaron a tomar severas medidas contra los judíos que operaban dentro de ellos para fomentar su emigración a Israel. Los pogromos árabes contra los judíos se extendieron por todo el mundo árabe, y se intensificaron los disturbios en Yemen y Siria en particular. En Libia, a los judíos se los privó de la ciudadanía, y en Irak se les confiscaron las propiedades. Como resultado de ello, un gran número de judíos se vieron obligados a emigrar y no se les permitió que se llevaran sus bienes. Entre 1948 y 1951, decenas de miles de judíos de Irak y Yemen llegaron a Israel a través de un puente aéreo organizado por las autoridades israelíes y las comunidades locales.
En 1951, el 30% aproximadamente de la población en Israel se componía de judíos originarios de países árabes, y alrededor de 850.000 judíos emigraron de los países árabes entre 1948 y 1952. Durante este tiempo, 586.269 judíos llegaron a Israel desde países árabes, y 3.136.436 de personas viven hoy en Israel, incluidos sus hijos, lo que representa aproximadamente el 41% de la población total.

### Marruecos

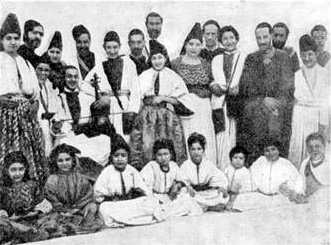
Família judía de Fez, Marruecos.

Las comunidades judías en los países islámicos, han vivido a menudo en unos guetos conocidos como mellah, que han existido en Marruecos por lo menos durante 2000 años. Ha habido masacres a gran escala, como la de 6000 judíos en Fez en 1033 y en la misma ciudad en 1465, así como en Marrakech en 1146 y 1232, que fueron acompañadas por la discriminación sistemática a través de los años. Entre los siglos XIII y XV, los judíos ocuparon algunos puestos importantes dentro del gobierno, por lo general, para aplicar las decisiones. Cierto número de judíos, que huyeron por la expulsión de España y Portugal, se establecieron en Marruecos en el siglo XV y posteriormente muchos pasaron al Imperio otomano.
La imposición de un protectorado francés en 1912, alivió en parte la discriminación. De todos modos, los asaltos a las juderías cometidos por grupos árabes seguían siendo constantes. Con el advenimiento de la Segunda República Española y motivados por las reiteradas declaraciones de distintos líderes republicanos, en el sentido de que se concedería la nacionalidad española a los sefardíes descendientes de los antiguos expulsados por los decretos de los Reyes Católicos, las gestiones de los jefes de las comunidades judías para obtener esta nacionalidad fueron ingentes pero infructuosas. Más tarde, y tras la guerra civil española, muchos de los judíos que vieron frustradas sus esperanzas de alcanzar la ciudadanía española, acabaron en los campos de concentración nazis.
El régimen de Vichy durante la Segunda Guerra Mundial promulgó en Marruecos leyes discriminatorias contra los judíos, como, por ejemplo, que los judíos ya no podían obtener cualquier tipo de créditos; los judíos que tenían casas o negocios en vecindades europeas fueron expulsados, a los judíos se les restringió el ejercicio de algunas profesiones, como derecho y medicina. El rey Muhammad V expresó personalmente su disgusto por estas leyes y aseguró a los líderes judíos marroquíes que él nunca pondría una mano «a cualquiera de las personas o sus bienes». Si bien no hay pruebas concretas de que se hayan tomado realmente todas las medidas para defender a los judíos de Marruecos, se ha argumentado que pudieron haber trabajado detrás de la escena en su nombre.
En junio de 1948, poco después de que se creara Israel y en medio de la primera guerra árabe-israelí, estallaron revueltas contra judíos en Uchda y Yerada, causando la muerte de 44 judíos. Entre 1948-1949, 18.000 judíos abandonaron el país con rumbo a Israel. Después continuó la emigración judía (hacia Israel y otras partes), pero disminuyó a unos pocos miles al año. A principios de los años 50, las organizaciones sionistas alentaron la emigración, en particular en el sur, la región más pobre del país, viendo a los judíos marroquíes como valiosos contribuyentes al Estado judío:

Estos judíos constituyen lo mejor y el elemento humano más conveniente para su establecimiento en los centros de absorción de Israel. Hay muchos aspectos positivos que encontré entre ellos: en primer lugar, todos conocen sus tareas (la agricultura), y su transferencia a las labores agrícolas en Israel no entrañará dificultades físicas y mentales. Están satisfechos con poco (necesidades materiales), lo que les permitirá enfrentar sus primeros problemas económicos.
Yehuda Grinker (un organizador de la emigración judía desde el Atlas), La Emigración del Atlas Judío a Israel, Tel Aviv, La Asociación de inmigrantes marroquíes en Israel, 1973.)

En 1956, Marruecos obtuvo la independencia. Judíos ocuparon diversos cargos políticos, entre ellos tres escaños en el parlamento y el puesto de ministro de Correos y Telégrafos en el gabinete. Sin embargo, el ministro, Leon Benzaquen, no superó la primera reorganización del gabinete, ni se nombraron judíos en un nuevo gabinete. Si bien son cordiales las relaciones con la comunidad judía en los más altos niveles gubernamentales, esas actitudes no fueron compartidas por los grados inferiores, que mostraban desde el tradicional desprecio hasta la abierta hostilidad. Marruecos incrementó su identificación con el mundo árabe, y la presión sobre las instituciones de enseñanza judía para que arabizaran su cultura se agregó a los temores de los judíos de Marruecos. La emigración a Israel pasó de 8171 en 1954 a 24.994 en 1955, aumentando aún más en 1956. A partir de 1956, la emigración a Israel se prohibió hasta 1961. Fueron momentos en los cuales, por ejemplo, a los judíos no se les permitía ni tan solo tener comunicación postal con Israel. Durante ese tiempo, sin embargo, continuó la emigración clandestina, incluso en pateras con destino a Gibraltar, y otros 18.000 judíos salieron de Marruecos. El 10 de enero de 1961, el barco Price, que ya había realizado nueve viajes sacando clandestinamente a judíos que huían del país, se hundió frente a la costa septentrional de Marruecos, falleciendo 43 personas; la publicidad negativa asociada a esto impulsó al Rey Mohammed V a permitir nuevamente la emigración, y durante los tres años siguientes más de 70.000 marroquíes judíos abandonaron el país. En 1967, sólo quedaban 50.000 judíos.
La Guerra de los Seis Días en 1967 dio lugar a que aumentaran las tensiones entre árabes y judíos en todo el mundo, también en Marruecos, por lo que continuó la emigración judía. En las principales poblaciones del país, los judíos volvieron a ser perseguidos y sus negocios boicoteados, ya que no recibieron ningún pago de las deudas contraídas por los demás marroquíes. A principios de la década del 70, la población judía se redujo a 25.000, pero la mayor parte de esta ola de emigración fue a Francia, Bélgica, España y Canadá en lugar de a Israel.
A pesar de su escaso número actual, hay algunos judíos que siguen desempeñando un papel destacado en Marruecos. El rey conserva un asesor superior judío, André Azoulay, y las escuelas judías y sinagogas reciben subsidios del gobierno. Sin embargo, en ocasiones ha habido ataques (sobre todo por Al-Qaeda) al bombardear un centro de la comunidad judía en Casablanca, y no cesa la retórica antisemita de grupos radicales islamistas. Las invitaciones que realizó Rey Hassan II para que regresaran los judíos no han sido tenidas en cuenta por los que habían emigrado.
En 1948, entre 250.000 y 265.000 judíos vivían en Marruecos (algunas fuentes hablan de 400.000 judíos viviendo en 1950). Para el año 2001 se estima que vivían solo 5230.

### Egipto
Antaño vivía en Egipto una de las comunidades judías más dinámicas de la diáspora. Los califas de los siglos IX, X y XI de nuestra era ejercieron diversas políticas represivas, que culminaron en asesinatos en masa y la destrucción del barrio judío en El Cairo en 1012. Las condiciones variaron desde entonces y, con el advenimiento del Imperio otomano en 1517, se deterioraron nuevamente. Hubo por lo menos seis persecuciones por libelo de sangre en las ciudades entre 1870 y 1892. En 1948, aproximadamente 75000 judíos vivían en Egipto. Unos 100 continúan viviendo hoy, en su mayoría en El Cairo. En 1948, los barrios judíos de El Cairo sufrieron ataques con bombas que mataron al menos a 70 judíos. Otros cientos de judíos fueron encarcelados y confiscados todos sus bienes. El 1954, israelíes y egipcios judíos fueron detenidos por atentados en Egipto a blancos estadounidenses. Esto sirvió de pretexto para incrementar la persecución de lo que restaba de la comunidad judía de Egipto. Después de la Guerra del Sinaí de 1956, Egipto expulsó a más de 25.000 judíos, confiscándoles todos sus bienes, y otros 3000 fueron encarcelados. Cerca de 1000 más fueron detenidos. En 1967, los judíos fueron detenidos y torturados, y se confiscaron las casas de los judíos. En 1970, Gamal Abdel Nasser dejó en libertad a los jefes de familia judíos encarcelados desde 1967, y la emigración continúa.
En tiempos más recientes, los fraudulentos Protocolos de los Sabios de Sion han sido publicados y promovidos como si fueran auténticos registros históricos, alimentando así sentimientos antisemitas en la opinión pública de Egipto. La primera traducción en árabe se publicó también en El Cairo en 1951. Durante la presidencia de Nasser, Egipto fue la principal fuente de propaganda antisemita distribuida internacionalmente. En 1960, los Protocolos fueron presentados en un artículo publicado por Salah Dasuqi, gobernador militar de El Cairo, en al Majallaaa, la revista oficial de cultura.  En 1965, el gobierno egipcio publicó un folleto en inglés titulado Israel, el enemigo de África y lo distribuyó por todos los países del África anglófona.
En octubre de 2002, la empresa egipcia privada de televisión Dream TV produjo el «drama histórico» Un caballero sin caballo (Fars Bela Gewad), en gran parte basada en los Protocolos, que se difundió en 17 canales de televisión por satélite en árabe, incluidos los de propiedad del gobierno de Egipto, Televisión (ETV), durante un mes, causando preocupación en Occidente.

### Túnez

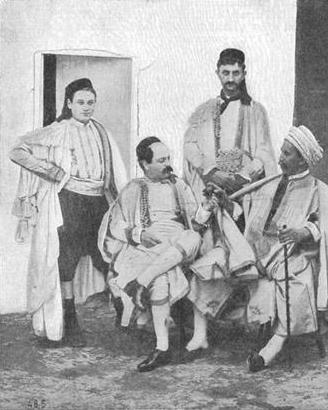
Judíos de Túnez. Imagen de la Enciclopedia Judía.

Los judíos han vivido en Túnez durante 2300 años por lo menos. En el siglo XIII, los judíos fueron expulsados de sus hogares en Kairuán y fueron conducidos a guetos, conocidos como hara, siendo obligados a llevar ropa distinta para poder ser identificados. Hubo judíos que ocuparon varios altos cargos en el gobierno de Túnez. Varios prominentes comerciantes internacionales de Túnez eran judíos. Entre 1855 a 1864, Muhammad Bey anuló las leyes a los dhimmi, pero fueron reinstauradas por los disturbios antijudíos que siguieron al menos hasta 1869.
Túnez fue el único país del Oriente Medio bajo directo control de los nazis durante la Segunda Guerra Mundial; también fue lugar de actividades antisemitas como campos de concentración, deportaciones, persecución y otros.
En 1948, 105.000 judíos aproximadamente vivían en Túnez. Cerca de 1500 continúan viviendo allí, en su mayoría en Djerba, Túnez, y Zarzis. Después de la independencia de Túnez de Francia en 1956, una serie de políticas antijudías condujo a la emigración de judíos, de los cuales la mitad emigraron a Israel y la otra mitad a Francia. Después de los ataques en 1967, la emigración judía a Israel y Francia se aceleró. También hubo ataques en 1982, 1985 y, más recientemente, en 2002, cuando una bomba se llevó 21 vidas (la mayoría de ellos turistas alemanes) cerca de la sinagoga de Djerba en un atentado terrorista reivindicado por Al Qaeda.

### Yemen

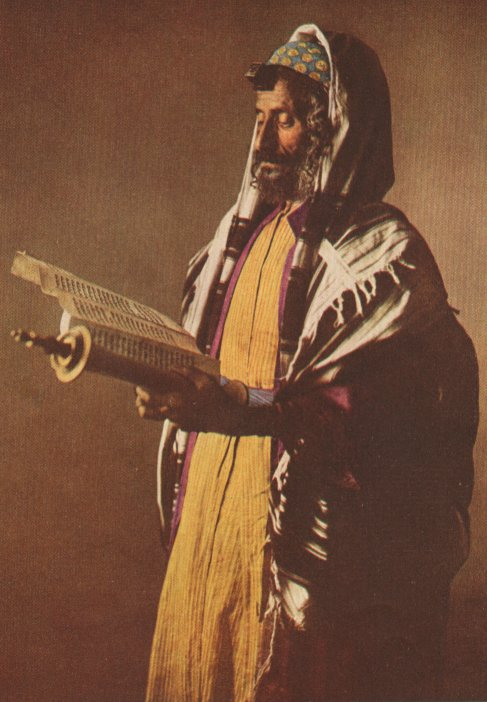
Judío de Yemen con vestimenta tradicional. 1914.

En 1948 había alrededor de 63.000 judíos en Yemen, incluido Adén. Hoy en día, quedan solo unos 200. En 1947, mataron al menos a 80 judíos en los disturbios del Pogromo de Adén. Las condiciones de vida cada vez más hostiles indujeron al gobierno de Israel a realizar la Operación Alfombra Mágica para la evacuación de 50.000 judíos de Yemen a Israel entre 1949 y 1950. La emigración continuó hasta 1962, cuando estalló la guerra civil en Yemen.
Los judíos de Yemen estaban sujetos permanentemente a restricciones que afectaban a la vestimenta, el peinado, la propiedad, la vivienda, el matrimonio, etc. En virtud del «Decreto de Huérfanos», muchos judíos huérfanos por debajo de la pubertad se los consideraba como musulmanes. Esta práctica empezó a fines del siglo XVIII, fue suspendida en el periodo de la dominación otomana, pero fue reinstaurada en 1918. La mayoría de los casos ocurrieron en la década de 1920, pero se produjeron otros casos hasta la década de 1940.

### Irak
En 1948, había aproximadamente 150.000 judíos en Irak, y el grueso de la comunidad estaba concentrada en Bagdad. En 1941, a raíz del golpe de Estado realizado a Rashid Ali en pro de las Potencias del Eje, los pogromos conocidos como Farhud estallaron en Bagdad. Como resultado del Farhud, unos 180 judíos fueron asesinados y otros 240 heridos; fueron saqueadas 586 empresas propiedad de judíos y destruidos 99 hogares de judíos.
Como la mayoría de los países de la Liga Árabe, Irak prohibió inicialmente la emigración de los ciudadanos judíos después de la guerra de 1948 sobre la base de que si se les permitía ir a Israel, fortalecerían ese país. Sin embargo, la intensa presión diplomática provocó un cambio de mentalidad. Al mismo tiempo, el aumento de la opresión del gobierno sobre los judíos, alimentada por un sentimiento antiisraelí, junto a manifestaciones públicas de antisemitismo, crearon una atmósfera de temor e incertidumbre.
En marzo de 1950, Irak aprobó una ley de un año de duración que permitía a los judíos emigrar a condición de que renunciasen a su nacionalidad iraquí. Irak creía al parecer que librarse de los judíos sería menos problemático, sobre todo de los sionistas, pero quería retener la minoría rica, que desempeñaba un papel importante en la economía iraquí. Israel montó una operación denominada Esdras y Nehemías para llevar a Israel a tantos judíos iraquíes como fuera posible.
El registro para emigrar se aceleró después de que una bomba hiriese a tres judíos en un café. Dos meses antes de que expirara la ley, en la que alrededor de 85.000 judíos se habían inscrito, una bomba en la sinagoga Masuda Shemtov mató a 5 judíos e hirió a muchos otros. La ley expiró en marzo de 1951, pero se extendió después de que el gobierno iraquí consignara  y luego congelara los activos de los judíos que habían escogido emigrar. Ese mismo año, el gobierno iraquí aprobó una legislación que hizo que la afiliación al sionismo fuera considerada como un delito grave, y la «expulsión de los judíos que se negaron a firmar una declaración de lucha contra el sionismo». Durante los meses siguientes, casi todos los judíos que restaban -unos 1000- se registraron para emigrar. En total, alrededor de 140.000 judíos huyeron de Irak.
En mayo de 2009 se informó que Irak se negaba a indemnizar a los judíos que abandonaron el país.

### Siria

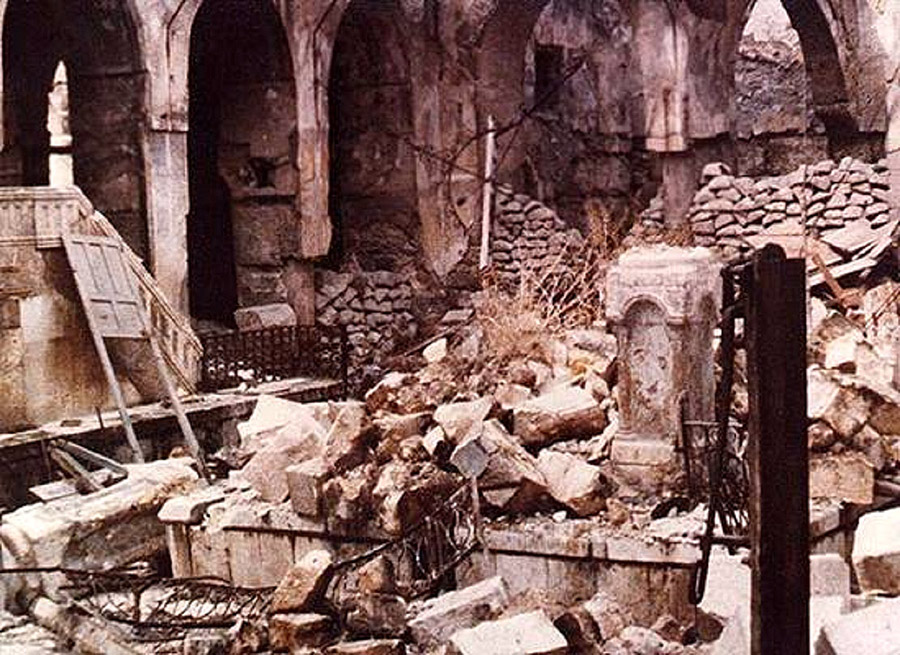
Ruinas de la Gran Sinagoga de Alepo tras el Pogromo de Alepo de 1947

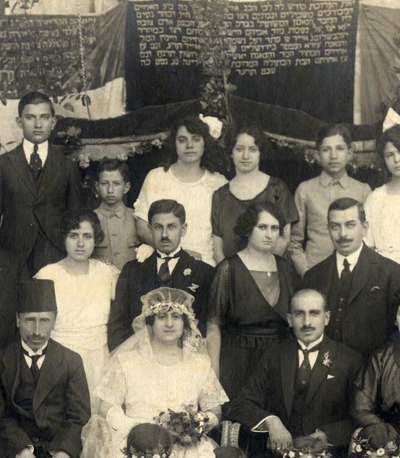
Boda judía en Alepo, Siria (Imperio Otomano), 1914.

Manifestantes quemaron en 1947 el barrio judío de Alepo y asesinaron a 75 personas. Como resultado, casi la mitad de la población judía optó por abandonar la ciudad. En 1948, había aproximadamente 30.000 judíos en Siria. El gobierno sirio impuso severas restricciones a la comunidad judía, en particular en cuanto a la emigración. En las décadas siguientes, muchos judíos lograron escapar, y la labor de soportes, en particular Judy Feld Carr, en la salida de judíos fuera de Siria, ya que su difícil situación en Siria llamó la atención del mundo e hizo tomar conciencia de su situación. Después de la Conferencia de Madrid de 1991, Estados Unidos ejerció presiones sobre el gobierno sirio para aliviar sus restricciones a los judíos, y en la Pascua en 1992, el gobierno de Siria comenzó a conceder visados de salida a los judíos, a condición de que no emigraran a Israel. Hasta ese momento, el país contaba con varios miles de judíos. La mayoría de la comunidad judía emigró a Estados Unidos y otros fueron a Francia y a Turquía. Los que querían ir a Israel, fueron llevados allí en una operación encubierta durante dos años. Hay una gran y vibrante comunidad judía de Siria en el sur de Brooklyn, Nueva York. En 2004 , el gobierno sirio intentó establecer relaciones con los emigrados, y una delegación de una docena de judíos de origen sirio visitó Siria en la primavera de ese año.

### Argelia
Casi todos los judíos huyeron después de la independencia de Argelia en 1962. En Argelia había 140.000 judíos con ciudadanía francesa desde 1870 (brevemente revocada por el gobierno nazi de Francia de Vichy en 1940). En su gran mayoría emigraron a Francia y el resto a Israel.
A raíz de la brutal guerra civil de Argelia en 1990, hubo una declaración de guerra a todos los no musulmanes en el país. Emigraron la mayoría de los 1300 judíos que aún vivían principalmente en Argel y, en menor medida en Blida, Constantina y Orán. La sinagoga de Argel fue abandonada después de 1994. Estos judíos eran los últimos representantes de los 10 000 aproximadamente que habían optado por permanecer allí en 1962.

### Líbano
En 1948, había aproximadamente 20.000 judíos en el Líbano, con sus comunidades en Beirut y en las aldeas cerca del Monte Líbano, Deir al Qamar, Barouk y Hasbayah. Si bien hubo una mejora general en las condiciones de los judíos durante el mandato francés, el régimen de Vichy impuso restricciones al respecto. La comunidad judía apoyó activamente la independencia del Líbano después de la Segunda Guerra Mundial.
Las actitudes negativas hacia los judíos aumentaron después de 1948 y, en 1967, la mayoría de los judíos libaneses emigraron a los Estados Unidos, Canadá, Francia e Israel. El resto de la comunidad judía fue afectada especialmente por las guerras civiles en el Líbano. En 1971, Albert Elia, de 69 años de edad, Secretario General de la Comunidad Judía Libanesa,  fue secuestrado en Beirut por agentes sirios y encarcelado bajo tortura en Damasco junto a otros judíos sirios que habían intentado huir del país. Un llamamiento personal del Alto Comisionado de la ONU para los Refugiados, el Príncipe Sadruddin Agha Khan, al presidente Hafez al-Assad no garantizó la liberación de Elia, quien terminaría asesinado por sus captores. En la década de 1980, Hezbolá secuestró a varios empresarios judío-libaneses. Hoy quedan menos de 100 judíos en el Líbano.

### Libia
La región que hoy se conoce como Libia albergó una de las más antiguas comunidades judías del mundo, que data al menos del año 323 a. C. Libia, la que fuera en otro tiempo la patria de una gran y próspera comunidad judía, está ahora completamente vacía de judíos, debido a los pogromos que los obligaron a emigrar a Israel. En 1948, alrededor de 38.000 judíos vivían allí.
Una serie de pogromos comenzaron en Trípoli en noviembre de 1945, cuando, durante un período de varios días, más de 130 judíos (incluidos 36 niños) fueron asesinados, otros cientos heridos y 4000 quedaron sin hogar. A consecuencia de ello, 2400 se redujeron a la pobreza. Se destruyeron cinco sinagogas en Trípoli y cuatro más en otras ciudades, y más de 1000 residencias y edificios comerciales de ciudadanos de religión judía de fueron saqueados solo en Trípoli.  Los pogromos se reanudaron en junio de 1948, cuando 15 judíos fueron asesinados y 280 propiedades de ciudadanos judíos fueron destruidas.
Entre la fundación del Estado de Israel en 1948 y la independencia de Libia en diciembre de 1951, más de 30.000 judíos de Libia emigraron a Israel. En 1967, durante la Guerra de los Seis Días, la población judía - unas 4000 personas - fue nuevamente sometida a pogromos, en los que 18 fueron asesinados y muchos otros heridos. El gobierno libio «instó a los judíos a salir temporalmente del país» y limitó a cada uno a tomar una maleta y el equivalente a 50 dólares. En junio y julio más de 4000 viajaron a Italia, donde fueron asistidos por la Agencia Judía. Unos 1300 fueron a Israel, 2200 permanecieron en Italia y la mayor parte del resto se dirigió a los Estados Unidos. Unos pocos permanecieron en Libia.
En 1970, el gobierno libio promulgó nuevas leyes para confiscar todos los bienes de los judíos en Libia, emitiendo a cambio unos bonos a 15 años. Sin embargo, cuando los bonos vencieron, no se pagó ninguna indemnización. El dictador libio Muamar Gadafi se justificó sobre la base de que «la alineación de los judíos con Israel, el enemigo de las naciones árabes, han perdido su derecho a la compensación».
Aunque la principal sinagoga en Trípoli fue renovada en 1999, no ha vuelto a abrir sus puertas para los servicios religiosos. La última judía en Libia, Esmeralda Meghnagi, murió en febrero de 2002. Esto marcó el fin de una de las comunidades más antiguas del mundo, que remonta sus orígenes al siglo III a. C. En Israel viven alrededor de 40.000 judíos de ascendencia libia, que conservan sus tradiciones.

### Baréin
La pequeña comunidad judía de Baréin, en su mayoría descendientes de inmigrantes que llegaron al país a principios de 1900 procedentes de Irak, eran unos 600 en 1948.
A raíz de la partición del Mandato Británico votada en las Naciones Unidas el 29 de noviembre de 1947, las manifestaciones en contra del resultado sacudieron el mundo árabe entre el 2 al 5 de diciembre. En los dos primeros días de disturbios en Baréin comenzaron las acciones directas contra la colectividad judía, con manifestantes arrojándoles piedras, pero el 5 de diciembre las turbas en la capital Manama saquearon casas y comercios de los judíos, destruyeron la sinagoga y golpearon a todo judío que estaba a su alcance, asesinando así a una mujer de edad avanzada.
En las décadas siguientes, la mayoría de la colectividad judía emigró a otros países, especialmente a Inglaterra. En el año 2006 sólo 36 quedaban en el país.
Las relaciones entre judíos y musulmanes se consideran en general buenas en Baréin, siendo el único país en la península arábiga donde hay una comunidad judía y el único del Golfo Pérsico con una sinagoga.